# K'Ante'El
K'Ante'El är en ort i Mexiko.   Den ligger i kommunen Larráinzar och delstaten Chiapas, i den sydöstra delen av landet, 700 km öster om huvudstaden Mexico City. K'Ante'El ligger 2 032 meter över havet och antalet invånare är 107.
Terrängen runt K'Ante'El är lite bergig. Runt K'Ante'El är det ganska tätbefolkat, med 166 invånare per kvadratkilometer. Närmaste större samhälle är San Cristóbal de las Casas, 17,3 km söder om K'Ante'El. Omgivningarna runt K'Ante'El är en mosaik av jordbruksmark och naturlig växtlighet.